# Wilhelm Kurtz
Pour les articles homonymes, voir Kurtz.
Wilhelm Joseph Kurtz SVD, né le 28 mai 1935 à Mühlenbach près d'Oppeln en Haute-Silésie (Allemagne) et mort le 14 février 2023,, est un missionnaire catholique polonais, archevêque de Madang en Papouasie-Nouvelle-Guinée.

## Biographie
Wilhelm Kurtz entre à la Société du Verbe Divin et y est ordonné prêtre le 28 janvier 1962. Il est envoyé en mission en Papouasie-Nouvelle-Guinée.
Le pape Jean-Paul II le nomme le 8 juin 1982 évêque de Kundiawa. Il est consacré le 8 septembre suivant (fête de la Nativité de la Vierge) par l'évêque de Goroka, Mgr Raymond Rodly Caesar SVD, les co-consécrateurs étant Mgr John Edward Cohill SVD, évêque émérite de Goroka, et Mgr Francesco De Nittis, pro-nonce apostolique de Papouasie-Nouvelle-Guinée (en).
Le 15 octobre 1999, il est nommé évêque-coadjuteur de Madang. Lorsque Mgr Benedict To Varpins démissionne de son siège, le 24 juillet 2001, Mgr Kurtz le remplace aussitôt en tant qu'archevêque de Madang.
Le pape Benoît XVI reçoit sa démission pour raison d'âge le 30 novembre 2010.